# Willis Conover

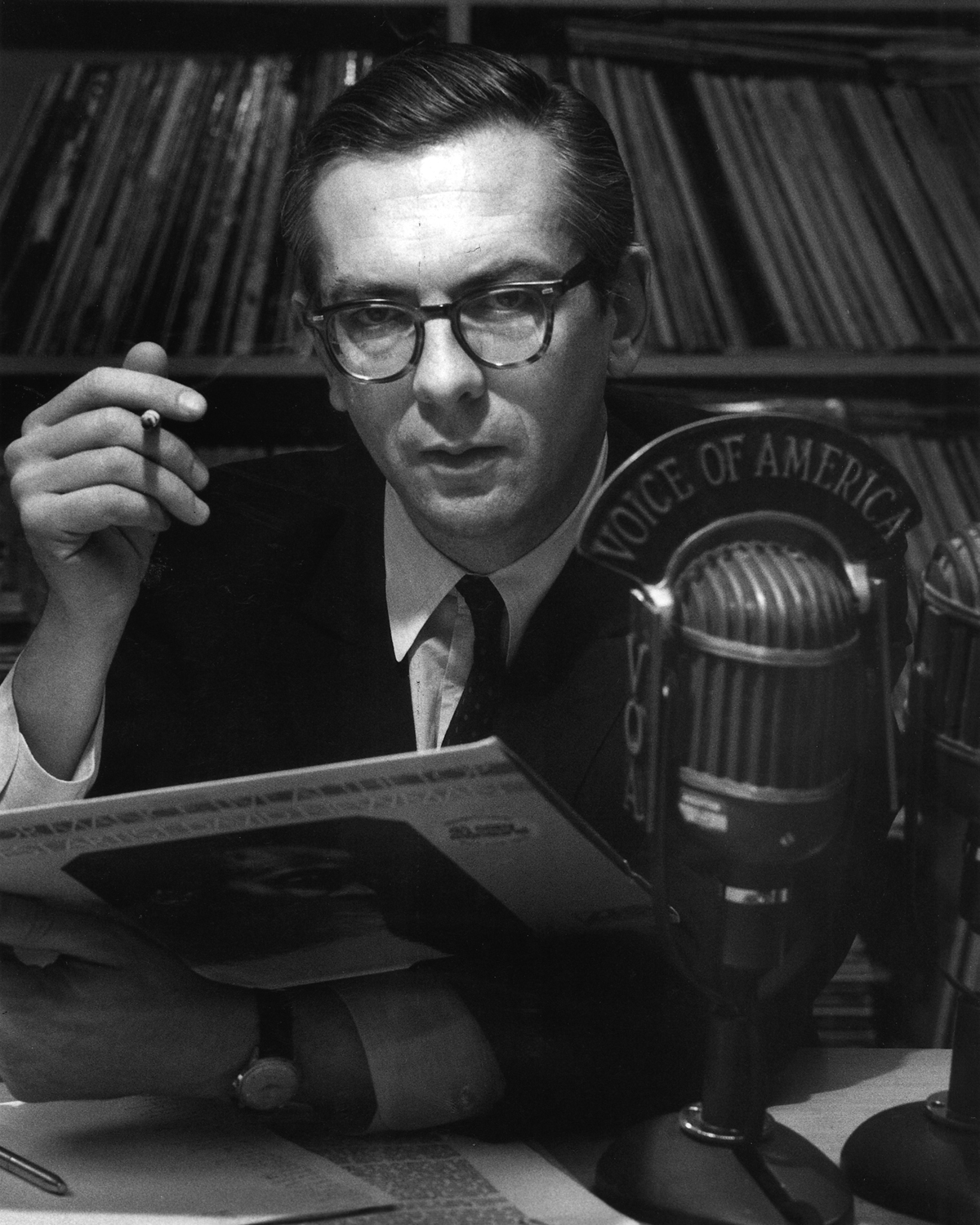
Willis Conover in, 1969

Willis Clark Conover, Jr. (Buffalo (New York), 18 oktober 1920 - Alexandria (Virginia), 17 mei 1996) was een Amerikaanse jazz-programmamaker en producent, die jazzconcerten organiseerde. Hij werd met zijn jazzprogramma op de Voice of America vooral bekend onder jazzliefhebbers in Oost-Europese landen en in de Sovjet-Unie. 

## Beginjaren
Conover was als jongeman geïnteresseerd in sciencefiction. Hij gaf een fanzine uit, Science Fantasy Correspondent, en kwam zo in contact met horror-auteur H.P. Lovecraft, met wie hij aan het einde van diens leven correspondeerde. Hij werd omroeper bij WTBO in Cumberland (Maryland), later verhuisde hij naar Washington D.C., waar hij zich in zijn programma's ging richten op de jazz, onder andere met een wekelijks Duke Ellington-uurtje.

## Voice of America Jazz Hour

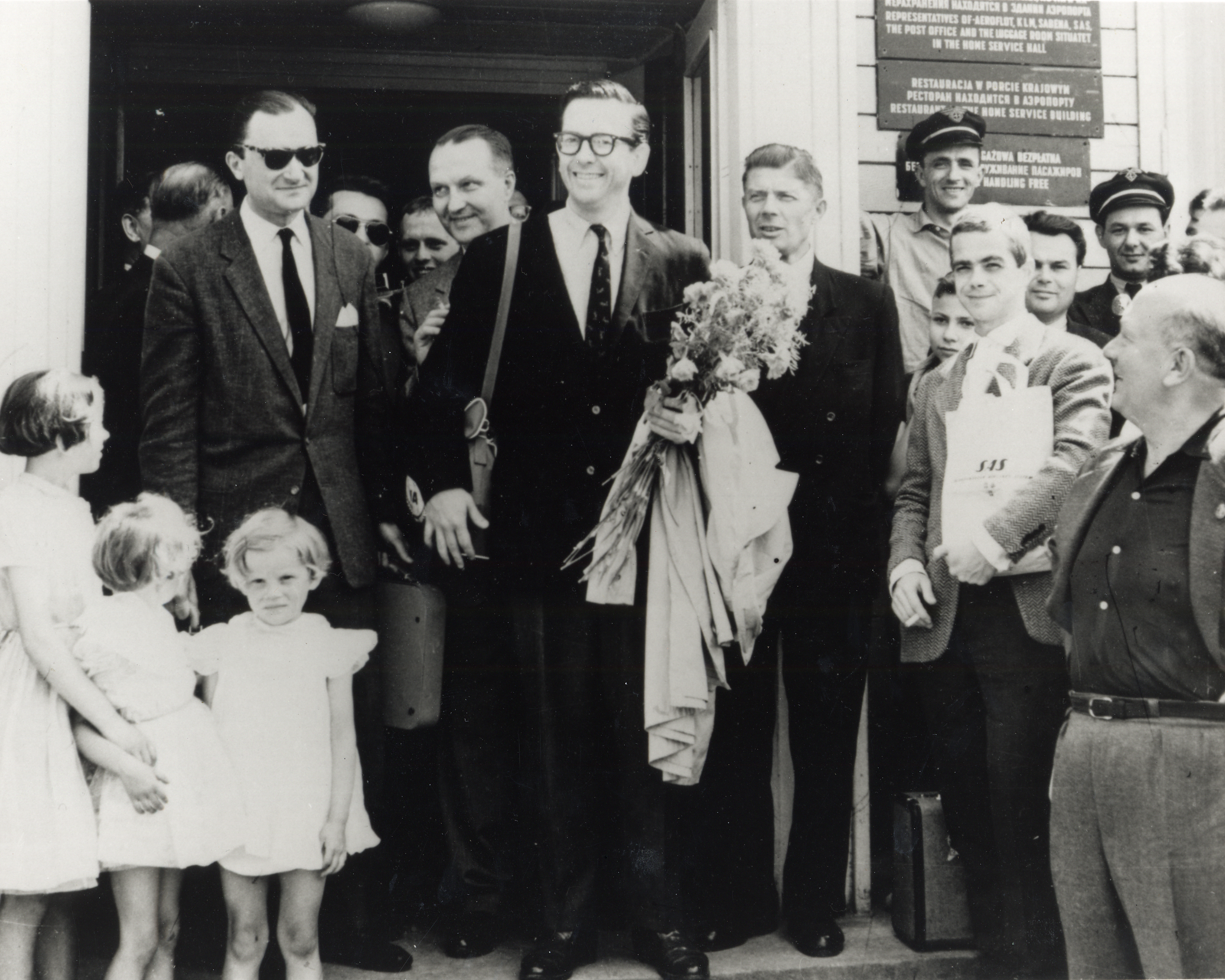
Conover tijdens zijn eerste bezoek aan Polen, in 1959.

Sinds begin 1955 was hij presentator van het Voice of America-programma Voice of America Jazz Hour, een uur durend programma waarmee hij tijdens de Koude Oorlog wel tot 30 miljoen luisteraars in de Oostbloklanden wist te trekken. Het programma hield de belangstelling voor jazz in deze landen, waar jazz vaak werd geweerd, levend. Conover bracht zijn teksten (met een sonore bariton-stem) in Special English en droeg zo bij aan de Engelse taalvaardigheid in deze landen, in ieder geval onder de jazzliefhebbers. Conover was hier een bekend en gevierd figuur en als hij er een bezoek bracht, bracht dat veel mensen op de been. Conover hield voor het programma ook interviews met grote jazzmusici. Hij presenteerde het tot 1996. In 1995 kreeg hij voor dit werk van jazzblad Down Beat een Lifetime Achievment Award.
Naast dit radiowerk was Conover ook actief als producer van concerten, in het Witte Huis, Newport Jazz Festival en voor films en televisie.
Conover vertelde dat zijn naam was afgeleid van de naam van zijn Nederlandse voorouders: Kouwenhoven.
Conover overleed aan de gevolgen van longkanker.